# 約翰·特布特
約翰·特布特（John Tebbutt、1834年5月25日—1916年11月29日）是一位澳洲天文學家，因發現「1861年大彗星」而聞名於世。

## 啟蒙
1845年，特布特的父親在溫莎鎮東端購買了一塊被稱為半島的土地，並在那裡建造了一座住宅。1853年，約翰·特布特購買了一台六分儀，與普通海洋望遠鏡和手錶一起使用，開始了他對天空的觀測。
1861年5月13日，特布特發現了1861年大彗星，這是已知最明亮的彗星之一。當時無法將情報傳達至英格蘭，直到6月29日消息才公開。特布特被認為是這顆彗星的第一個發現者，也是第一個計算出大致軌道的人。1861 年11月，他購買了一台出色的折射望遠鏡，孔徑為3.25英寸（8.3 厘米），焦距為48英寸（1.2 m）。1862 年，W.斯科特牧師辭職後，有人邀請他擔任新南威爾斯州政府天文學家，但遭到他拒絕。

## 天文台
1863年，他親手在父親住所附近建造了一座小型天文台，並安裝了他的儀器，包括3.5英寸望遠鏡、一個2英寸凌星儀和一個八天二分之一秒的天文台表盒。在此之前不久，特布特開始記錄氣象觀測結果，並於1868年以《約翰·特布特私人天文台的氣象觀測》為題出版了1863年至1866年的觀測結果。
30多年來，他不斷地間歇性地出版這些氣象記錄。他也發表一系列論文，包括《倫敦皇家天文學會月刊》、《倫敦天文學名錄》以及《新南威爾斯皇家學會期刊和會議紀錄》。他為科學期刊與澳洲媒體做出了大量貢獻。
1872年，天文台買了一台4.5吋（11公分）的折射式望遠鏡。1881年，特布特發現了另一顆偉大的彗星—1881年大彗星 ，現在命名為C/1881 K1。1886年，他購買了一台孔徑為8英寸（20 厘米）、焦距為115英寸（2.9 m）的新望遠鏡，使他能夠大大擴展研究範圍。1887年，他出版了《位於新南威爾斯州溫莎特布特天文台的歷史和描述》，並在大約15年的時間裡發布了年度報告。
1868年至1902年間，他進行了396次月球掩星觀測。
1895年，英國天文學會分會在雪梨成立，特布特當選為第一任主席。1904年，在他七十歲的時候，停止了系統性的工作，但保留對天文學的興趣並繼續進行一些觀察。隔年，倫敦英國皇家天文學會授予他傑克遜-格威爾特獎章，以表彰他的貢獻。
1908年，特布特出版《天文回憶錄》，記述了54年來的工作。1914年，在英國協會訪問期間，一小群天文學家參觀了他的天文台。1916年11月29日，約翰·特布特在溫莎去世。

## 外部連結
- History and Description of Mr Tebbutt's Observatory （页面存档备份，存于）
- Astronomical Memoirs （页面存档备份，存于）
- John Tebbutt Memorial Collection （页面存档备份，存于）

Article includes material from Project Gutenberg of Australia （页面存档备份，存于）, which is in the public domain.